# Сеппянен, Эркки
Эркки Сеппянен (фин. Erkki Seppänen, родился 4 июня 1979 года в Оулу) — финский рок-певец, вокалист русскоязычной группы KYPCK.

## Биография
Начинал свою карьеру в составе панк-рок группы Tuiran Miliisi, позже стал участником пауэр-метал-группы Dreamtale, исполнявшей песни на английском языке.
В 2003 году закончил Оксфордский университет (факультет лингвистики), продолжая параллельно изучать английский. Затем поступил в Петербургский университет, где изучал русский язык. В Санкт-Петербурге прожил два с половиной года, позже работал в посольстве Финляндии в Москве. Музыкальную деятельность совмещает с преподаванием русского языка в университете Тампере.
Тексты песен группы KYPCK пишет на русском языке, в альбоме «Черно» также присутствует их перевод на английский язык.
Брат Эркки — Алан — выступает в его же бывшей группе Tuiran Miliisi.

## Дискография

### Студийные альбомы
- Tuiran Miliisi: Ensimmäinen huomautus roskaväelle (2007)
- Kypck: «Черно» (2008)
- Dreamtale: Phoenix (2008)
- Tuiran Miliisi: Realismin kauneus (2009)
- Kypck: «Ниже» (2011)
- Dreamtale: Epsilon (2011)
- Dreamtale: World Changed Forever (2013)
- Kypck: «Имена на стене» (2014)
- Kypck: «Зеро» (2016)